# Gabriele Amadori
Gabriele Amadori (Ferrara, 1945 – Milano, 25 giugno 2015) è stato un artista, scenografo e regista italiano.
Dagli anni settanta ha avviato una ricerca sinestetica sull'immagine del suono, sviluppando la sua indagine attraverso numerose action painting con alcuni tra i migliori musicisti contemporanei italiani e internazionali.

## Biografia
Nato a Ferrara nel 1945, Gabriele Amadori riceve una formazione sia tecnica che artistica. Negli anni Sessanta si forma come scenografo e light designer al Laboratorio della “Laterna Magika” di Praga, diretto da Josef Svoboda.
Allievo di Emilio Vedova e Franco Angeli, residente a Milano, negli anni Settanta si avvicina agli ambienti dell'arte impegnata, fondando nel 1974, insieme ad altri artisti, il Collettivo Autonomo Pittori Porta Ticinese.
Nel 1976 Amadori inizia quel percorso sinestetico di action painting, insieme a musicisti, che porterà avanti coerentemente per tutta la sua vita. Il primo sodalizio avviene con Demetrio Stratos, la cui ricerca di “cantare la voce per vedere il suono” sembra essere il perfetto corrispondente dei tentativi di Amadori volti a “vedere la musica, ascoltare l'immagine”.
Sempre in seguito agli studi sulla relazione tra suono e segno, Amadori lavora al “Tableau Vivant”, un'elaborazione visiva su dieci arie del Flauto Magico di Mozart, eseguita live per mezzo di una macchina scenica ideata e realizzata dell'artista.
Anna Detheridge, nel riferirsi al fulcro del suo mondo interiore artistico e creativo, sostiene che questo risieda “nel punto di convergenza tra la musica, il vero motore del suo lavoro e l'azione scenica”, aggiungendo che “il suo punto di riferimento non è in prima istanza l'arte, ma in estrema sintesi, il favoloso mondo della creazione lirica e teatrale”.
Parallelamente alla sua carriera di artista, Amadori insegna scenografia e light design alla Scuola d'Arte Drammatica Paolo Grassi di Milano, alla Facoltà di Architettura del Politecnico di Milano Bovisa e all'University of Performing Art di Cologne.
Gabriele Amadori muore a Milano nel giugno del 2015.

### Gli anni dell'impegno politico
Sullo scadere degli anni Sessanta, Gabriele Amadori si avvicina alle riflessioni su un'arte impegnata, interessata allo sgretolamento dell'autorialità individuale, nel “segno dell'eliminazione del personale in favore del politico”. Nel 1974 si costituisce presso la Galleria di Porta Ticinese di Gigliola Rovasino, il Collettivo Autonomo Pittori Porta Ticinese, impegnato in una ridefinizione del ruolo politico e sociale dell'arte. Il collettivo, oltre che da Gabriele Amadori, è composto da Narciso Bonomi, Mario Borghese, Corrado Costa, Roberta Lenassini, Cosimo Ricatto, Giovanni Rubino, ai quali si aggiungeranno anche Roberto Sommariva e Gabriele Albanesi.
Dal 1973 al 1979 il collettivo sviluppa due cicli di mostre: la “Mostra Incessante per il Cile” (ottobre 1973 – maggio 1977), articolata in quattro fasi con assemblee e esposizioni, si proponeva come una riflessione e protesta costante nei confronti del Golpe cileno del 1973; e “mezzocielo”, durata sei mesi nella seconda metà del 1978. A chiudere il decennio la mostra “un po' poetico un po' politico” (1979), a Pavia, sulla sconfitta politica e sul decennio di riflessioni sul ruolo dell'artista.

## La musica
Durante e in seguito all'esperienza del Collettivo Autonomo Pittori Porta Ticinese, Amadori avvia una ricerca che lo porta a individuare nel musicista, più che nell'artista, il suo interlocutore ideale. Amadori, che, come scrive Carmelo Di Gennaro, ha sempre avuto con la musica un “rapporto onnivoro e viscerale, mediato però da un'enorme sensibilità culturale”, riscopre la passione per i “classici” Béla Bartók e Alban Berg, e per i contemporanei Franco Donatoni, di cui fu grande amico, e Giacomo Manzoni, ossia quei musicisti moderni per il loro modo di “pensare la musica”, come avrebbe scritto negli anni sessanta Boulez.
Un momento fondamentale per Amadori rimane il sodalizio con Demetrio Stratos, con il quale condivide letture e studi: Rudolf Arnheim, Roland Barthes, John Cage e Jacques Lacan.
La ricerca di Stratos di “cantare la voce per vedere il suono” trova il suo sviluppo speculare nella consapevolezza che Amadori progressivamente ottiene dal proprio studio, interessato a “vedere il suono e ascoltare il segno” o a “vedere la musica e ascoltare l'immagine”. Amadori collabora con Stratos fino al 1979, anno della sua morte. Pochi giorni dopo, a Ferrara presso Palazzo dei Diamanti, realizza una delle performance che avrebbe dovuto presentare con Stratos, in cui questi “canta” Sangue di Nanni Ballestrini e poi la Preghiera del Muezzin “per voce preparata” o “vocalità sperimentale”, come teorizzava John Cage.
Prima di virare la propria ricerca sulle sonorità del jazz, Amadori approfondisce le sue conoscenze sulla musica contemporanea, fissando come parametri Béla Bartók e Franco Donatoni, tenendo sempre presente il lavoro di Nono e Boulez. Tramite lo studio su Bartók recupera una dimensione viscerale e arcaica, negando una ricerca estetica e simbolica, richiamando gli stimoli più primitivi come nel Living Theater, Jerzy Grotowskji e suoni etnici. Con Franco Donatoni avvia un dialogo molto critico che lo porta a convincere il musicista dell'effettiva possibilità di una corrispondenza fra la musica e una forma di visualizzazione dei segni.
Nel 1981, alla Reflex Gallery di Copenaghen, dove nel 1976 aveva presentato il lavoro con Stratos, ripropone il progetto, dedicandolo al musicista. Nella città riscopre le contaminazioni jazz che da tempo lo affascinavano. Nel 1983, invece, presenta con l'ingegnere del suono Hubert Westkemper presso la sala azzurra della Scuola del Piccolo Teatro la preformance “Pin-occhio”, che anticipa l'esperienza di Amadori nel mondo della musica jazz.
Negli anni successivi Amadori propone la propria ricerca sinestetica di “vedere la musica e ascoltare l'immagine” insieme a numerosi musicisti contemporanei.

## Action Painting
Le performance di Gabriele Amadori recuperavano l'eredità dell'action painting americano e della pittura informale europea, unendo a queste tradizioni la sinergica armonia tra orchestra e voce dell'opera e la sincera teatralità dell'azione scenica.
Dopo aver intravisto e sperimentato insieme a Demetrio Stratos una formalizzazione del suo studio sinestetico tra immagine e suono, Amadori inizia a collaborare con musicisti all'interno di azioni performative pubbliche. Durante le sue action painting, Amadori dipinge tele di grande formato seguendo o dirigendo il suono del musicista. Uno studio preciso e minuzioso, fatto di bozzetti, acquarelli e di preparazione con il musicista anticipa la performance. Il momento di creazione dell'opera non è quindi, come accade per molta action painting – basti pensare a Jackson Pollock – un momento d'improvvisata tensione interiore, quanto invece un'azione raggiunta in seguito a una ragionata sessione di prove.
Nel corso degli anni le performance di Amadori si specializzano nella direzione del Jazz, portandolo a collaborare con musicisti del calibro di Paolo Fresu, Stefano Battaglia, Michele Rabbia, Chano Domínguez, Antonello Salis e Furio Di Castri, Roberto Fabbriciani e Enrico Intra. Le action painting o le Music Action Painting, come sono state definite, conducevano quindi Amadori alla costituzione di grandi tele che divenivano il documento di un incontro, in un tempo e in uno spazio specifico: l'incontro tra l'artista e il musicista. Le performance restituivano quindi insieme una “situazione di complicità privata e di contagio collettivo”, traslando la vitalità del gesto nella dimensione pubblica. E infine è il pubblico stesso che partecipando alle performance segue l'unione dei due linguaggi, come ricorda Anna Detheridge: “Amadori nelle sue “Music Action Painting” converte le astrazioni musicali in materia, movimento, colore cangiante, strato su strato realizzando un'esperienza che per molti sembrerebbe impossibile: la trasformazione apparentemente “spontanea” della tela sotto le pennellate successive che diventano movimento, le ondate melodiche accompagnate dai suoi gesti che danno forma ai segni”.
Le azioni di Amadori vengono declinate in nuove interpretazioni anche da un antropologo e sociologo come Pietro Bellasi: “La sapienza e la potenza rituale della sua “celebrazione” (ma potremmo benissimo dire della sua infatuazione o della sua possessione) hanno come epicentro lo scontro (e non certo l'incontro), il conflitto fatale e di-sperato tra l'eufemismo spaziale creato e ricreato infaticabilmente dalla fantasia e l'annientamento della disgregazione operato dal tempo”. Lo stesso Bellasi sottolinea l'importanza di una serie riferimenti alla base delle azioni che possiedono una propria ritualità: “Prima di iniziare l'azione scenica Gabriele Amadori traccia sulla grande tela le coordinate spazio-temporali: qui il consolidarsi delle strutturazioni e la crescente saturazione cromatica dello spazio comprimono e imprigionano il tempo nei suoi infiniti interstizi; in questa battaglia, in questa lotta (per gli attori alla lettera corpo-a-corpo), tra l'erosione entropica dell'astrazione temporale e il consolidarsi nell'ispessimento materico di uno spazio euclideo, il rito collettivo (Amadori, i musicisti, ma da subito anche il pubblico) conferma simbolicamente proprio dentro la spazialità la patria della funzione fantastica; l'origine della straordinaria e utopica eversione contro il destino della caducità, della perdita e della morte”.

## Il Flauto Magico,Tableau Vivant
Franco Donatoni, riferendosi al Flauto Magico di Amadori, scrive: “volendo arbitrariamente tradurre in termini narrativi un evento artistico che per sua natura si sottrae alla comune logica verbale, potremmo definire ciò che accade nel Tableau Vivant come la storia di un segno”. Andando poi a riassumere il progetto stesso: “un segno e un suono si incontrano in uno spazio neutrale (né dell'uno né dell'altro), mentale, nessuno dei due prevale, sono uno la memoria dell'altro vicendevolmente. Le dinamiche dell'uno scatenano i processi creativi dell'altro, prima in una fase bidimensionale, successivamente in una fase tridimensionale.”
Il progetto de Il Flauto Magico si basava proprio sulla trasposizione in scena dell'opera mozartiana attraverso la sostituzione dei cantanti con segni e simboli, spesso di raffinata natura alchemica. Il progetto era stato maturato dall'artista con estrema precisione, finendo per costituire una struttura funzionante estremamente complessa. Lo stesso Donatoni ne descrive la struttura spaziale, data da “un contenitore nero composto di 14 quinte, soffitti e fondale di velluto nero. […] L'impianto scenotecnico è composto da circa 180 elementi, esclusa la quadratura, e quello illuminotecnico da circa 260 punti luce, con ottiche e funzioni differenti; comprende due regolatori computerizzati. I tecnici impiegati durante l'allestimento sono 16”.
Il Tableau Vivant fu finalmente messo in scena nel 1998 a Stoccolma, quando questa era la Capitale Europea della Cultura, conquistando un “successo travolgente”. E da qui, a Bologna “Capitale europea della cultura” (2000), al teatro Comunale di Ferrara (2002), al Teatro Eliseo di Roma (2006), HangarBicocca, Milano (2006), e alla Laterna Magika di Praga (2007).
Per Vittorio Fagone, “Il lavoro rigoroso e creativo che Gabriele Amadori ha impegnato per realizzare questo singolare Flauto Magico libera la spazialità sigillata della forma visuale verso la fluidità temporale dell'area sonora”, andando a riconfermare quella tensione sinestetica che Amadori aveva seguito soprattutto nelle sue Music Action Painting. Inoltre, il Tableau Vivant di Amadori, diventava un'immaginaria sfida dialogica e un colto gioco con il pubblico, stando anche a quanto scrive Carmelo Di Gennaro: “Si pensi a un teatro dove lo spettatore – e non si fa retorica – diventi coprotagonista, dovendo impiegare a sua volta tutte le facoltà immaginative delle quali è dotato per lasciarsi pervadere interamente dal caleidoscopio approntato da Amadori”.